# Saison 9 des Mystères de l'amour
 (mars 2015).
Si vous disposez d'ouvrages ou d'articles de référence ou si vous connaissez des sites web de qualité traitant du thème abordé ici, merci de compléter l'article en donnant les références utiles à sa vérifiabilité et en les liant à la section « Notes et références ».
Chronologie
Saison 8 Saison 10
La neuvième saison des Mystères de l'amour, série télévisée française créée par Jean-François Porry, est diffusée sur la chaîne TMC.

## Distribution

### Acteurs principaux (dans l'ordre d'apparition au générique)
- Hélène Rollès : Hélène Watson
- Patrick Puydebat : Nicolas Vernier
- Serge Gisquière : Peter Watson
- Laure Guibert : Bénédicte Da Silva
- Philippe Vasseur : José Da Silva
- Laly Meignan : Laly Polleï
- Richard Pigois : John Greyson
- Elsa Esnoult : Fanny Greyson
- Sébastien Roch : Christian Roquier
- Carole Dechantre : Ingrid Soustal
- Macha Polikarpova : Olga Poliarva
- Lakshan Abenayake : Rudy Ayake
- Ève Peyrieux : Ève Watson
- Isabelle Bouysse : Jeanne Garnier (Créditée au générique mais elle n'apparaît dans aucun épisode)
- Magali Semetys : Marie Dumont
- Fabrice Josso : Étienne Varlier
- Audrey Moore : Audrey McAllister
- Cathy Andrieu : Cathy
- Valentin Byls : Nicky McAllister
- Manon Schraen : Léa Werner
- Ambroise Di Maggio : Diego de Carvalho

### Acteurs récurrents
- Tom Schacht : Jimmy Werner
- Marion Huguenin : Chloé Girard
- Allan Duboux : Éric Fava
- Célyne Durand : Mylène
- Miguel Saez : Antonio de Carvalho
- Frédéric Attard : Anthony
- Raphael Hidrot : Elvis
- Michel Victor Guibbert : Erwan Watson
- Maéva El Aroussi : Gwen Watson
- Edouard Valette : Edouard 92
- Virginie Théron : Gabriela
- Elliot Delage : Julien
- Jean Bapiste Sagory : Sylvain
- Michel Robbe : Jean-Paul Lambert
- Jules Vigneron : David
- Vincent Paillier  : Vincent
- Emmanuelle Bodin : Maud
- Antoine Daubenton : Frédéric
- Marie Beaujeux : Laura
- Jessica Namyas : Lisa
- Julie Chevallier : L'infirmière
- Erwan Trudelle : Manuel
- Anne Sophie Charron : Jeanne Garnier, la femme en Burka
- Nancy Sinatra : Marina Jardin, la journaliste (2 épisodes)

## Liste des épisodes
1. Nouvelles donnes
2. Dîners en couples
3. Le sortilège des Guarani
4. Chocs en série
5. Nouveaux pièges
6. Impairs et pères
7. Préparatifs en tous genres
8. Tel est pris...
9. Fugue
10. Les jeux cachés
11. Des masques tombent
12. Souvenirs du passé
13. L'enfant malade
14. Pièges et menaces
15. Mensonges ou vérités
16. Troublantes évidences
17. Secrets et préparatifs
18. Mariage surprise
19. Lendemain de noces
20. Détresses
21. Signatures
22. La nuit des mensonges
23. Fou d'amour
24. Coup de théâtre
25. Un homme à tout faire
26. Douloureuse décision
27. Jour de vérité
28. Triste fin